# Burcone
Flavio Burcone (fl. V secolo) è stato un generale romano, artefice della vittoria dei Campi Cannini contro gli Alemanni.
Scarse sono le fonti. L'unica attestazione della sua esistenza c'è la da Sidonio Apollinare nel Panegirico a Maggioriano in cui parla di un Comes Burcone inviato dal generale romano contro gli Alemanni.
Burcone ottenne una vittoria importante nel 457. 
Dopo questo non abbiamo più notizie. 